# Karl Kreutzberg
Karl Kreutzberg (15 februari 1912 – 13 augustus 1977) was een Duits handballer.
Op de Olympische Spelen van 1936 in Berlijn won hij de gouden medaille met Duitsland. Kreutzberg speelde twee wedstrijden als doelman, waaronder de finale.
Willy Bandholz · Wilhelm Baumann · Helmut Berthold · Helmut Braselmann · Wilhelm Brinkmann · Georg Dascher · Kurt Dossin · Fritz Fromm · Hermann Hansen · Erich Herrmann · Heinrich Keimig · Hans Keiter · Alfred Klingler · Arthur Knautz · Heinz Körvers · Karl Kreutzberg · Wilhelm Müller · Günther Ortmann · Edgar Reinhardt · Fritz Spengler · Rudolf Stahl · Hans Theilig
- Gemeinsame Normdatei: 1172432716
- Virtual International Authority File: 9407154387196130970001